# Piscine judaïque
La piscine judaïque Jean-Boiteux, de style Art déco, est située au 164-166 de la rue Judaïque à Bordeaux. Elle a été réalisée entre 1931 et 1935 par l'architecte Louis Madeline.

## Présentation
Adrien Marquet, maire de Bordeaux de 1925 à 1944, et Jacques D'Welles, architecte en chef de la ville, sont à l'origine de sa construction et ce dans un vaste plan de rénovation urbaine, le plan Marquet, qui crédite Bordeaux de nombreux équipements publics d'une architecture Art-déco, comme la nouvelle Bourse du travail, la piscine judaïque et le stade Lescure.
À l'entrée de la cour se trouve le portique de l'ancienne école d'équitation, autrefois situé près du Jardin public puis déplacé en 1856 par l'architecte Charles Burguet à l'occasion de la construction de la rue d'Aviau, sur cet emplacement où se trouvait la nouvelle école d'équitation. Ce monument construit par André Portier et sculpté par Claude Francin est restauré sous la direction de Louis Augereau, architecte des Monuments historiques. 
Au centre de la façade principale, un médaillon circulaire sculpté sur place en « béton de ciment » par Maurice Pico, représente un Neptune chevauchant un cheval marin.
La piscine est inscrite au titre des Monuments historiques depuis le 26 juillet 1996. Le portique de l'ancienne école d'équitation qui sert d'entrée à l'ensemble du complexe sportif, est quant à lui inscrit depuis le 19 octobre 1928.
En 2001, un programme de rénovation conduit par les architectes Alain Sarfati et Éric Lemarié, installe en façade un grand hall vitré et réaménage le bassin d'été,.
En 2012, lors de la 35e édition du Grand Prix Jean-Boiteux, organisé par les Girondins de Bordeaux Natation, la piscine Judaïque devient la piscine judaïque Jean-Boiteux, en mémoire du champion olympique Jean Boiteux, Bordelais d'adoption, qui a fréquenté les bassins bordelais pendant plus de cinquante ans.